# Edo-Tokyomuseum

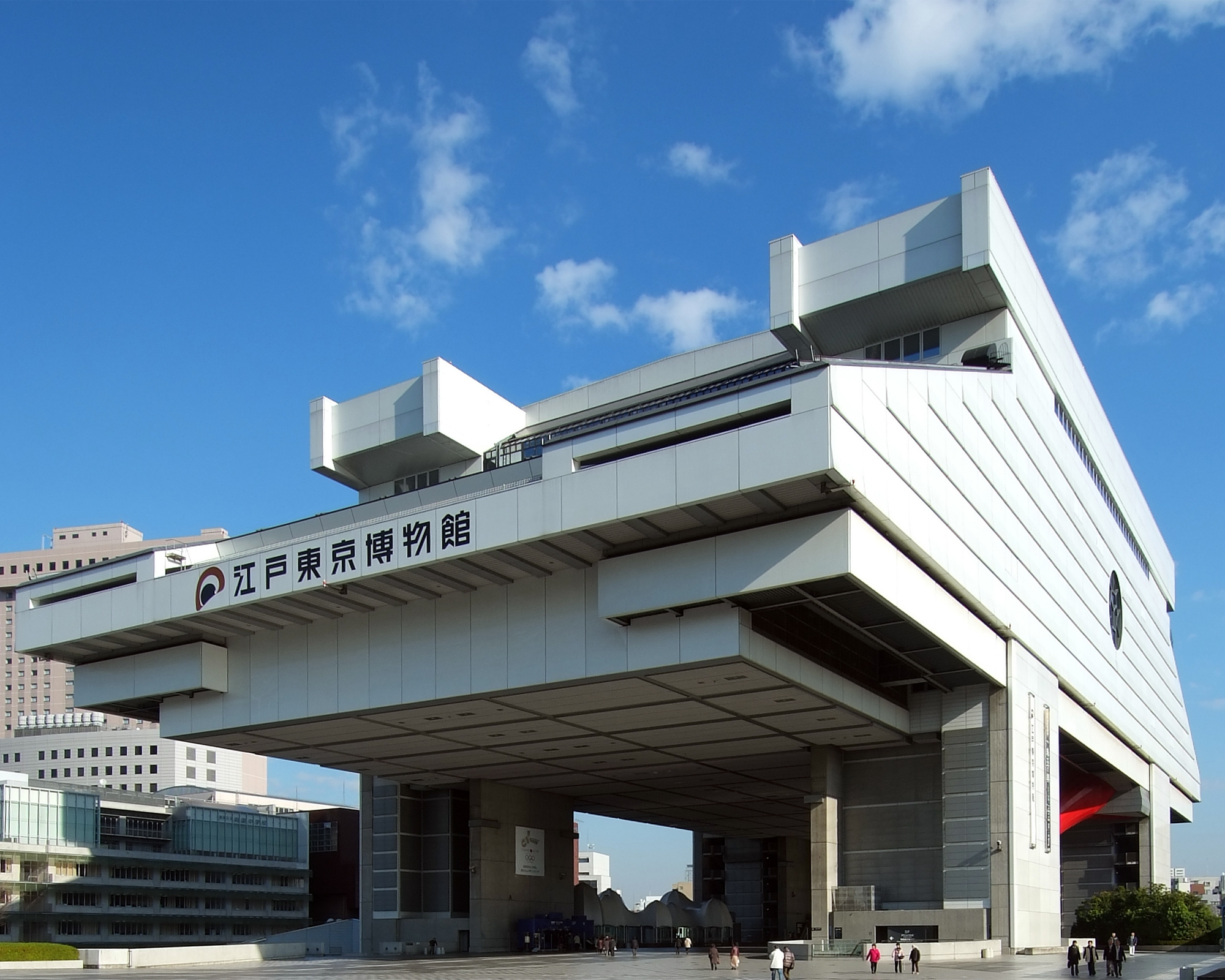
Het Edo-Tokyomuseum

Het Edo-Tokyomuseum (Japans: 江戸東京博物館, Edo-Tōkyō-Hakubutsukan) is het historisch museum van de stad Tokio, en bevindt zich in Sumida (墨田区, Sumida-ku), Tokio. De naam van het museum is een samenvoeging van de oude naam van de stad; Edo (江戸) en de huidige naam Tōkyō (東京). 

## Het gebouw
Het museum werd ingehuldigd in maart 1993. Het bouwwerk is een ontwerp van de bekende Japanse architect Kiyonori Kikutake. Het gebouw is 62,2 meter hoog, even hoog als het Edokasteel. Het buitenaanzicht vertoont een gelijkenis met dit van een traditionele opslagplaats voor rijst. Het museum heeft acht verdiepingen, een ondergronds en zeven bovengronds in een constructie gedragen door vier kolommen boven een open gelijkvloerse plaza. Naast het museum ligt de Ryōgoku Kokugikan-sumoarena.

## Wat is er te zien?
Het museum met 30.000 m² expositieruimte richt zich vooral op de overgang van de Edoperiode (ook wel Tokugawa-periode) naar de moderne tijd. Deze transitieperiode (Meijiperiode en Taishoperiode), worden gekarakteriseerd door de import van westerse ideeën, instituties en gebouwen.
Bij binnenkomst (bovenin) komt men over een levensgrote replica van de Nihonbashi (日本橋, letterlijk: de Japanbrug), in het Edo-periode gedeelte. Daar hangen onder andere de oorlogsuitrusting van Tokugawa Ieyasu (de "stichter" van het bakuhansysteem en daarmee aanrichter van de Edo-periode), met een verhaal hoe deze periode tot stand kwam, en hoe deze politiek in elkaar stak. Daarna komen vele schaalmodellen van Edoperiode gebouwen, en op de begane grond ook levensgrote replica's. 
Verder op de begane grond kan men bekijken hoe de stad zich ontwikkelde en zijn er geanimeerde replica's van Meijiperiode-gebouwen te bewonderen. Helemaal op het einde is een zaal gereserveerd voor de geschiedenis van de stad in oorlogstijd.

## Trivia
Vanaf 1 april 2022 gaat het museum voor enige jaren dicht vanwege grote renovatie werkzaamheden.